# Miquel Domènech i Español
Miquel Domènech i Español (Barcelona, 1865 - desembre 1945) fou un musicòleg, pedagog musical i compositor, deixeble de Claudi Martínez i Imbert, Gabriel Balart i Crehuet i Felip Pedrell i Sabaté.
Nascut a Barcelona era fill de Faustí Domènech i de Cristina Español. L'any 1899 es va casar amb Mercè Drets i Torras i varen ser pares de Cristina (1900-1925) i de Maria (1903-1986).
Es va dedicar a la docència, a la reflexió filosòfica al voltant de qüestions musicals i a l'estudi de l'obra de Richard Wagner. Tant és així que el 1904 va ser nomenat director artístic de l'Associació Wagneriana de Barcelona. En el decurs de la seva vida va realitzar diverses conferències i estudis sobre l'obra del compositor alemany. Alguns d'ells es poden trobar a la pròpia Associació Wagneriana de Barcelona. L'estudi més reconegut és Parsifal de Wagner, l'apothéose musicale de la religion catholique, révelations démonstratives de la signification et symbolisme de cette ouvre. També transcriví algunes obres Wagner per a piano, violí i viola.
Mentre estigué al càrrec de director artístic a l'Associació Wagneriana de Barcelona organitzà nombrosos concerts de diferents compositors, entre ells Beethoven.
L'inscripció de la seva defunció és el 2 de desembre de 1945. Mor al carrer Còrcega, 292-3r.2ª. a l'edat de 80 anys. (Registre núm.2071 Jutjat núm.6 de Barcelona).

## Obres
- El sant de l'oncle (sarsuela)
- Quartet per a instruments de corda
- 3 danses orientals
- Marxa fúnebre
- Scherzo fantastico
- Transcripcions de Wagner per a piano, viola i violí